# Período sabático
Período sabático (em hebraico:  shabbat (שבת), em latim: sabbaticus, em grego:  sabbatikos (σαββατικός), em inglês:  sabbatical) é o resto de um trabalho, ou uma interrupção, variando frequentemente de dois meses a um ano. O conceito de sabático tem uma fonte em shemitá, descrita em diversas passagens da Bíblia.

## História
Ao longo do tempo, "período sabático" passou a significar qualquer ausência prolongada na carreira de uma pessoa, a fim de atingir algum objetivo. Em sentido moderno, um "período sabático" ocorre tipicamente a fim de ser atingido algum objetivo, por exemplo escrever um livro ou viajar em pesquisa. Algumas universidades ou outras instituições que empregam cientistas, físicos e acadêmicos oferecem a oportunidade de qualificação via "período sabático" pelos empregados.